# Enmebaragesi
Enmebaragesi (Me-Baragesi, En-Men-Barage-Si, Enmebaragisi, ca. 27e eeuw v.Chr. was een Sumerische koning van de stadstaat Kiš. Volgens de lijst van koningen van Sumer onderwierp hij Elam, regeerde hij 900 jaar en werd hij gevangengenomen door Dumuzid, koning van Uruk en vader van Gilgamesj.
Enmebaragesi is de eerste Sumerische koning van wie het bestaan archeologisch is aangetoond. Twee scherven met zijn naam werden gevonden in de stad Nippur, waar hij volgens de Sumerische Tummal Kroniek de eerste tempel zou hebben gebouwd. Hij wordt ook genoemd in de Sumerische versie van het Gilgamesj-epos als vader van koning Agga van Kish, die Uruk belegerde.